# Dolenje Kališče
Dolenje Kališče – wieś w Słowenii, w gminie Velike Lašče. W 2018 roku pozostawała niezamieszkana.